# أن أف سي 15-100
أن أف سي 15-100 أو بالفرنسية : NF C 15-100 هو معيار فرنسي ينظم التركيبات الكهربائية ذات الجهد المنخفض في فرنسا. يتعلق الأمر بشكل أكثر تحديدًا بحماية التركيبات الكهربائية والأشخاص ، فضلاً عن راحة إدارة التثبيت واستخدامه وترقيته. إنه يتعامل مع تصميم وإنشاءات والتحقق من وصيانة التركيبات الكهربائية المزودة بجهد كهربائي يساوي 1000 فولت (rms) في التيار المتناوب و 1500 فولت في التيار المستمر.
يتم تحديث هذه المعايير بانتظام لمراعاة التغييرات في التكنولوجيا والتقنيات وكذلك التغييرات في سلامة المنشآت المعنية. يعود تاريخ أحدث إصدار إلى عام 2015. مجال تطبيقه واسع جدًا مثلا في: «مباني للاستخدام السكني ؛ مباني للاستخدام التجاري؛ المؤسسات المفتوحة للجمهور ؛ منشآت صناعية؛ المنشآت الزراعية والبستنة ؛ مباني جاهزة مناطق التخييم والمرافق المماثلة ؛ مواقع البناء ، والمعارض ، والمنشآت المؤقتة الأخرى ؛ المراسي. تركيبات الإضاءة العامة أو الخاصة.». يتوافق إلى حد كبير مع المعيار الأوروبي HD 384 من اللجنة الأوروبية للتقييس الكهروتقني (مستوحى من المعيار الدولي 60364 من اللجنة الكهروتقنية الدولية.